# 2005 YU55 (album)
2005 YU55 – album studyjny polskiej grupy muzycznej Coma. Wydawnictwo ukazało się 7 października 2016 roku nakładem wytwórni muzycznej Mystic Production.
Nagrania były promowane teledyskiem do utworu pt. „Lipiec”, który zrealizował duet Zija Pióro.
Nagrania dotarły do 2. miejsca polskiej listy przebojów – OLiS.

## Lista utworów
Opracowano na podstawie materiału źródłowego.
| 1. „Taksówka” – 5:08 2. „Turbacz” – 4:30 3. „Zaduszki” – 3:02 4. „Dionizos” – 5:26 5. „Lipiec” – 4:01 6. „Magda” – 5:53 7. „W Cwał” – 5:05 8. „Łąka 1” – 7:47 |  | 1. „Podmiot Czynności Twórczych” – 4:10 2. „Łąka 2” – 3:38 3. „YU55” – 2:55 4. „Suchotka” – 5:09 5. „Biblioteczka” – 3:56 6. „Jest To We Mnie” – 6:45 7. „Inne Jeszcze Obrazy” – 5:15 8. „Łąka 3” – 5:09 |

## Twórcy
- Piotr Rogucki – wokal prowadzący
- Dominik Witczak – gitara rytmiczna, gitara prowadząca
- Marcin Kobza – gitara rytmiczna, gitara prowadząca
- Rafał Matuszak – gitara basowa
- Adam Marszałkowski – perkusja